# Dinko Petrow
Dinko Stojkow Petrow (bułg. Динко Стойков Петров, ur. 10 marca 1935) – bułgarski zapaśnik. Brązowy medalista olimpijski z Rzymu.
Zawody w 1960 były jego drugimi igrzyskami olimpijskimi, debiutował w 1956 i brał również udział w IO 64. Walczył w stylu klasycznym. Medal wywalczył w wadze koguciej, do 57 kilogramów. Na mistrzostwach świata był trzeci w 1963.